# Total Direct Énergie

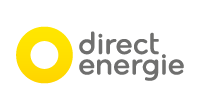
Ehemaliges Logo

Total Direct Énergie ist ein französischer Gasversorger und der drittgrößte Elektrizitätsversorger des Landes mit 2,1 Millionen Kunden.
Das Unternehmen firmierte ab 2003 unter dem Namen Direct Énergie. 2018 verlautbarte Total, dass das Unternehmen 74 % von Direct Énergie für eine Summe von 1,4 Milliarden Euro übernehmen möchte. Im September 2018 übernahm Total durch ein Squeeze-out alle Anteile des Unternehmens und die Börsennotiz wurde durch ein Delisting am 27. September eingestellt. Nach der Übernahme wurde die Firma in Total Direct Énergie geändert. Direct Énergie war zwischen 2008 und 2010 Werbepartner von Olympique Marseille und Sponsor des gleichnamigen Radsportteams. Neben Frankreich operiert der Versorger auch in Belgien.